# Юлленшерна, Кристина
Кристина Нильсдоттер Юлленшерна (1494[…] — 5 января 1559, Замок Хёрнингсхольм, Стокгольм) — шведская аристократка и национальная героиня. Была замужем за шведским регентом Стеном Стуре Младшим. Возглавляла шведское сопротивление против короля Дании Кристиана II после смерти супруга.

## Биография
Кристина (или Христина) была дочерью Нильса Юлленшерны, члена Национального совета. Была обручена с Нильсом Геддой, однако он умер в 1508 году. В 1511 году вышла замуж за Стена Стуре Младшего, избранного регентом Швеции в следующем году. Она становится де-факто регентом Швеции и принимает участие только в Национальном совете, где демонстрирует своё мастерство как политика. В 1520 году на Швецию нападает король Дании Кристиан II. Стен Стуре успешно воевал против датчан.
После смерти своего мужа в 1520 году от ран, полученных в бою, 26-летняя Кристина в Стокгольме продолжала сопротивляться силам короля Кристиана II с февраля по март 1520 года, но в сентябре была вынуждена капитулировать. Она находилась в тюрьме в Стокгольмском замке до ноября 1521 года, а после — в Дании. После восстановления шведской короны Густавом I Вазой в 1521 году, она была освобождена в 1524 году и вернулась в Швецию. Она была в хороших отношениях с новым королём, однако политическая роль семьи Стуре была окончена. Кристина вышла замуж за Юхана Турессона из Линдхолна, который также являлся членом Совета. Он умер в 1566 году, а сама Кристина — в январе 1559 года.
От первого брака со Стеном Стуре у Кристины было шестеро детей: Нильс (1516—1528), Илиана (1514), Магдалена (1516—1521), Сванте (1517—1567), Анна (1518) и Густав (1520—1520). От второго брака с Юханом Турессоном у неё был сын Густав (1531—1566).